# Gai Aquil·li Tusc
Gai Aquil·li Tusc (en llatí Caius Aquillius Tuscus) va ser un magistrat romà. Pertanyia a la gens Aquíl·lia, una família romana que tenia origen patrici i plebeu.
Va ser cònsol l'any 487 aC amb Tit Sicini Sabí i va fer la guerra contra els hèrnics als que va derrotar. Per la seva victòria se li va concedir una ovació o un triomf menor segons indiquen els Fasti Capitolini.